# Justin Dennery
Justin Dennery (1847-1928) est un général de brigade français, auteur d'ouvrages militaires et d'articles biographiques.

## Biographie
Fils d'un marchand de meubles de la rue des jardins, Justin Dennery naît à Metz, en Moselle, le 24 décembre 1847.
Très jeune, il choisit la carrière des armes. Il intègre l'École spéciale militaire de Saint-Cyr en octobre 1867. Il en sort sous-lieutenant en 1869, pour être affecté au 29e régiment d'infanterie. Toujours au 29e régiment d'infanterie lorsque la guerre éclate, il est transféré à l’État-major en novembre 1870. 
Il intègre l'école d'application d'état-major en septembre 1871. Lieutenant dans les chasseurs d’Afrique en janvier 1873, il est promu capitaine en décembre 1873. Après une affectation au 69e régiment d'infanterie en 1875 et au 8e régiment d'artillerie en 1877, il retrouve l'état-major du 6e corps d'armée en février 1878. De nouveau affecté dans un régiment d'infanterie de 1882 à 1887, il publie plusieurs manuels militaires à cette époque.
Promu chef de bataillon en 1887, il est affecté au 106e régiment d'infanterie. Promu lieutenant-colonel, il est affecté au 155e régiment d'infanterie en mars 1895. Promu colonel en juillet 1902 au 128e régiment d'infanterie de ligne, il est promu général de brigade le 5 octobre 1906. Il prend aussitôt la tête de la 44e brigade d'infanterie de la 22e division du 11e corps d'armée. Il quitte le service actif en décembre 1909. 
Justin Dennery meurt à Neuilly-sur-Seine, le 26 octobre 1928.

## Publications
- Cours pratique de topographie, de lecture des cartes et de connaissance du terrain, à l'usage des sous-officiers, caporaux, élèves des pelotons d'instruction et engagés conditionnels, Paris, éditions L. Baudoin, 1883, (ASIN B001DA2SJW)
- Guide-Manuel à l'usage des capitaines appelés à exercer les fonctions de major aux bataillons actifs d'un régiment d'infanterie séparés du dépôt, Paris, éditions L. Baudoin, 1885, (ASIN B001CB9FB6)

Justin Dennery a publié une centaine de biographies dans la revue Le Pays lorrain entre les années 1913 et 1920. Par exemple :
- Le général Colle, de Lorquin in Le Pays lorrain, revue régionale bimensuelle illustrée sous la direction de Charles Sadoul, no A10, 1913, [lire en ligne]
- Une vieille silhouette messine : le père Monin in Le Pays lorrain, revue régionale bimensuelle illustrée sous la direction de Charles Sadoul, no A10, 1913, [lire en ligne]
- Le général Lambert (1760-1796) in Le Pays lorrain, revue régionale bimensuelle illustrée sous la direction de Charles Sadoul, no A10, 1913, [lire en ligne]
- Silhouette messine. Le père Totain (1790-1872) in Le Pays lorrain, revue régionale bimensuelle illustrée sous la direction de Charles Sadoul, no A10, 1913, [lire en ligne]
- L'intendant général Friant, de Lorquin (1818-1886) in Le Pays lorrain, revue régionale bimensuelle illustrée sous la direction de Charles Sadoul, no A10, 1913, [lire en ligne]
- Le maréchal de camp Sceille in Revue du Rhin et de la Moselle, juillet 1925, cité par Le Pays lorrain, revue régionale bimensuelle illustrée sous la direction de Charles Sadoul, no A17, 1925, [lire en ligne]
- Le général de division Micheler, de Phalbourg in Le Pays lorrain, revue régionale bimensuelle illustrée sous la direction de Charles Sadoul, no A12, 1920, [lire en ligne]
- Un enfant de sarreguemines : le général Sibille in Le Pays lorrain, revue régionale bimensuelle illustrée sous la direction de Charles Sadoul, no A11, 1919, [lire en ligne]
- Le général Dahlmann (1769-1807) in Le Pays lorrain, revue régionale bimensuelle illustrée sous la direction de Charles Sadoul, no A16, 1924, [lire en ligne]
- Le médecin inspecteur général Colin, de Saint-Quirin (1830-1906) in Le Pays lorrain, revue régionale bimensuelle illustrée sous la direction de Charles Sadoul, no A11, 1919, [lire en ligne]
- Le général baron Thomas, défenseur de Saintlouis en 1815 in Le Pays lorrain, revue régionale bimensuelle illustrée sous la direction de Charles Sadoul, no A11, 1919, [lire en ligne]

## Distinctions
- Commandeur de la Légion d'honneur. Justin Dennery est nommé chevalier de l'ordre de la Légion d'honneur, le 9 juillet 1888, promu officier le 11 juillet 1901 et commandeur le 30 décembre 1909[7].
- Officier de l'Instruction publique. Il est officier de l’Instruction publique[4].

Au titre de ses publications, Justin Dennery a été élu en 1920 membre correspondant de l'Académie nationale de Metz, société savante créée en 1757.